# Тальківська сільська рада
Тальківська сільська рада — колишня адміністративно-територіальна одиниця та орган місцевого самоврядування у Новоград-Волинському районі і Новоград-Волинській міській раді Волинської округи, Київської та Житомирської областей Української РСР з адміністративним центром у селі Тальки.

## Населені пункти
Сільській раді на час ліквідації були підпорядковані населені пункти:
- с. Тальки;
- с. Тальківка.

## Населення
Кількість населення ради, станом на 1923 рік, становила 1 865 осіб, кількість дворів — 424.
Кількість населення сільської ради, станом на 1924 рік, становила 2 210 осіб.

## Історія та адміністративний устрій
Створена 1923 року в складі сіл Немильня, Тальки, Талецька Рудня (згодом — Талькіка) та колонії Вигода Рогачівської волості Новоград-Волинського повіту Волинської губернії. 7 березня 1923 року включена до складу новоствореного Новоград-Волинського району Житомирської (згодом — Волинська) округи. 18 грудня 1928 року у с. Немильня створено Немильнянську сільську Новоград-Волинського району. 1 червня 1935 року, відповідно до постанови Президії ЦВК Української СРР «Про порядок організації органів радянської влади в новоутворених округах», сільську раду передано до складу Новоград-Волинської міської ради Київської області. Станом на 1 жовтня 1941 року кол. Вигода не значилася на обліку населених пунктів.
Станом на 1 вересня 1946 року сільська рада входила до складу Новоград-Волинської міської ради Житомирської області, на обліку в раді перебувало с. Тальки.
11 серпня 1954 року, відповідно до указу Президії Верховної ради Української РСР «Про укрупнення сільських рад по Житомирській області», до складу ради приєднано територію та с. Немильня ліквідованої Немильнянської сільської ради Новоград-Волинської міської ради Житомирської області. 10 червня 1958 року, відповідно до рішення Житомирського облвиконкому № 548 «Про внесення змін в адміністративно-територіальний поділ Олевського і Новоград-Волинського районів», с. Немильня передане до складу Киківської сільської ради Новоград-Волинського району. 4 червня 1958 року, відповідно до указу Президії Верховної ради Української РСР «Про утворення Новоград-Волинського району Житомирської області», сільську раду включено до складу відновленого Новоград-Волинського району.
Ліквідована 30 вересня 1958 року, відповідно до рішення Житомирського облвиконкому № 957 «Про зміну адміністративно-територіального поділу Новоград-Волинського району», територію та населені пункти ради приєднано до складу Черницької сільської ради Новоград-Волинського району Житомирської області.